# Nemotelus bonnarius
Nemotelus bonnarius är en tvåvingeart som beskrevs av Johnson 1912. Nemotelus bonnarius ingår i släktet Nemotelus och familjen vapenflugor. Inga underarter finns listade i Catalogue of Life.